# Sitio de Otranto
El Sitio de Otranto transcurrió entre 1480 y 1481 en la ciudad italiana de Otranto en Apulia, en el sur de Italia. Las fuerzas del Imperio Otomano invadieron tras un asedio la ciudad y su ciudadela. Tras la toma de la ciudad, más de 800 de sus habitantes fueron ejecutados por no abrazar el Islam. Desde entonces se celebra el día de los Mártires de Otranto. Un año después, los turcos rindieron la plaza tras un asedio de las tropas cristianas. Los otomanos, por orden de Bayezid II, abandonarían la ciudad el 11 de septiembre. 